# Гримальди, Джироламо
Джироламо Гримальди (итал. Girolamo Grimaldi; 15 ноября 1674, Генуя, Генуэзская республика — 18 ноября 1733, Искья, Папская область) — итальянский куриальный кардинал, папский дипломат и доктор обоих прав. Апостольский интернунций во Фландрии с 1 мая 1705 по 20 декабря 1712 года. Титулярный архиепископ Эдессы с 5 октября 1712 по 2 октября 1730 года. Апостольский нунций в Польше с 20 декабря 1712 по 15 ноября 1720 года. Апостольский нунций при императоре с 15 ноября 1720 по 2 октября 1730 года. Кардинал-священник с 2 октября 1730 года, с титулом церкви Санта-Бальбина с 3 сентября 1731 по 18 ноября 1733 года. 